# Juan Ignacio Tena Ybarra
Juan Ignacio «Juanchín» Tena Ybarra (Burgos, 23 de marzo de 1924-Puerto Rico, 24 de octubre de 1995) fue un jurista y diplomático español,  Entre otros destinos diplomáticos que ejerció estuvieron los de embajador ante la UNESCO y Perú.

## Biografía
Nacido el 23 de marzo de 1924 en Burgos.
Fue sobrino nieto del médico pediatra y cirujano Joaquín Tena Sicilia, hermano de Pedro Tena Ybarra que fuera director de Instituto Oftalmológico Nacional y secretario de la Sociedad Oftalmológica Hispanoamericana.
Ingresó en el cuerpo de letrados de las Cortes en 1946.
En 1951 contrajo matrimonio con la poetisa Pilar García Noreña, con quien tuvo 8 hijos, entre otros, el poeta Santiago Tena y las novelistas María Tena y Pilar Tena. Ingresó en la carrera diplomática en 1953.
Íntimo amigo entre otros muchos escritores de Luis Rosales, Juan Carlos Onetti al que rescató de la cárcel en Uruguay para que fuera a vivir a España.
Catedrático de Historia de las Ideas y de las Formas Políticas en la Universidad de Madrid.  Facultad de Ciencias Políticas y Sociología de la Universidad Complutense de Madrid. Fue nombrado director  del Instituto de Cultura Hispánica en enero de 1974. Cesó en 1977 y fue destinado entonces como embajador en el Perú. Ejerció de director de la Escuela Diplomática (1983-1985), |siendo responsable del giro de la política exterior española hacia Iberoamérica.
Entre 1985 y 1989 ejerció de cónsul general en Puerto Rico. Retirado de la diplomacia ejerció de profesor en la Universidad de Puerto Rico, en Recinto de Cayey, hasta 1994, cuando empezó a trabajar en la Escuela de Derecho en Río Piedras (también adscrita a la misma universidad).
Falleció el martes 24 de octubre de 1995 en Puerto Rico, tras una cena con amigos, entre los que estaba el literato peruano Alfredo Bryce Echenique.